# Minúsculo 177
Minúsculo 177 (numeração de Gregory-Aland), α 106 (von Soden) é um manuscrito minúsculo grego do Novo Testamento, em folhas de pergaminho, datado pela paleografia para o século XI.. Ele já numerado como 179a, 128p e 82r.
Atualmente acha-se no Biblioteca Estadual da Baviera (Gr. 211), em Munique..

## Descrição
O códice contem o texto dos Atos, as epístolas paulinas e o Apocalipse de João em 225 folhas de pergaminho (tamanho 26,5 cm por 21 cm). O texto está escrito em uma coluna de 25 linhas por página. 
O texto está dividido em κεφαλαια ("capítulos"), cujos números estão nas margens, e seus τιτλοι ("títulos") no topo de cada página. 
Ele contém prolegomena, fragmentos das tabelas canônicas de Eusébio (cânones eusebianos), στιχοι e notas nas margens das epístolas paulinas. Ele contém também o tratado de Pseudo-Doroteu sobre os doze apóstolos e os setenta discípulos de Jesus (como também os minúsculos 82, 93, 459, 613, 617 e 699).

## Texto
O texto grego deste códice é representativo do texto-tipo bizantino. Kurt Aland colocou-o na Categoria V.
O texto é muito próximo do Textus Receptus.

## História
O manuscrito já pertenceu a Zomozerab, o boêmio.  A parte do manuscrito que contém o Apocalipse foi estudada por Franz Delitzsch.. Gregory viu o manuscrito em 1887.